# Grotte Rose
La grotte Rose est un complexe karstique situé dans la municipalité asturienne de Ribadesella
Elle a une superficie de 124 ha. Cette zone protégée est située près de la ville de Calabrez, au sud de la colline La Florentina. C'est une zone de protection spéciale(ZPS) définie dans la directive Habitats de l'Union européenne du réseau Natura 2000 depuis 1995.

## Description
Il s'agit d'un ensemble de cavités dont le développement connu est de 3,5 km. Sa richesse écologique provient du fait qu'il s'agit du plus grand refuge de chauves-souris de toutes les Asturies, avec d'importantes colonies de chauves-souris des cavernes et de grandes buses. La présence du grand rhinolophe (Rhinolophus ferrumequinum), du petit rhinolophe (Rhinolophus hipposideros) et du rhinolophe euryale (Rhinolophus euryale) a également été confirmée.
Cette zone de grotte a été étudiée d'un point de vue archéologique, trouvant des vestiges du Paléolithique cantabrique.